# Strandsittare
Denna artikel behandlar den historisk-etnologiska termen strandsittare, för vadarfågeln med samma namn, se drillsnäppa.
Strandsittare är en term för en egendomslös person i Sverige och Norge som av en jordägare fick arrendera en bit strand för att bosätta sig på eller helt enkelt slog sig ner där mer eller mindre med jordägarens goda minne. En allmänning har också varit en möjlig plats för strandsittaren att slå sig ner på. Denna boendeform var framförallt vanlig under 1600-talet, men fanns kvar in på 1900-talet. I flera kustsamhällen har det varit stridigheter kring mark utifrån etablering av orten som strandsittarsamhälle.